# Indigofera nesophila
Indigofera nesophila là một loài thực vật có hoa trong họ Đậu. Loài này được Lievens & Urbatsch miêu tả khoa học đầu tiên.